# Gastrite (veterinaria)
La gastrite, in veterinaria, è un'infiammazione della mucosa gastrica dovuta a noxa di varia origine. Le gastriti possono avere tre origini: parassitaria, tossica o infettiva.
Esistono numerose malattie degli animali che portano alla gastrite:
- nel cavallo: febbre tifoide, adenite, polmonite contagiosa
- nel maiale: salmonellosi, mal rossino
- nel cane: cimurro, leptospirosi

Altre cause della gastrite possono essere determinate dall'alimentazione: dieta squilibrata, pasti irregolari, o cibi mal conservati. Nei suini e nei carnivori si manifesta con vomito più o meno frequente; negli erbivori è più difficile da diagnosticare.